# بزمجه دروغین
بزمجه دروغین یا بزمجه تگویی (نام علمی: Callopistes flavipunctatus) گونه‌ای از مارمولک‌ها از تیرهٔ سوسماران دم‌شلاقی (Teiidae) است که در شمال پرو و جنوب اکوادور یافت می‌شود.
مانند بسیاری از سوسماران دم‌شلاقی دیگر، آنها توانایی انداختن و بازسازی دم خود را دارند.